# Jean Pierre Flourens

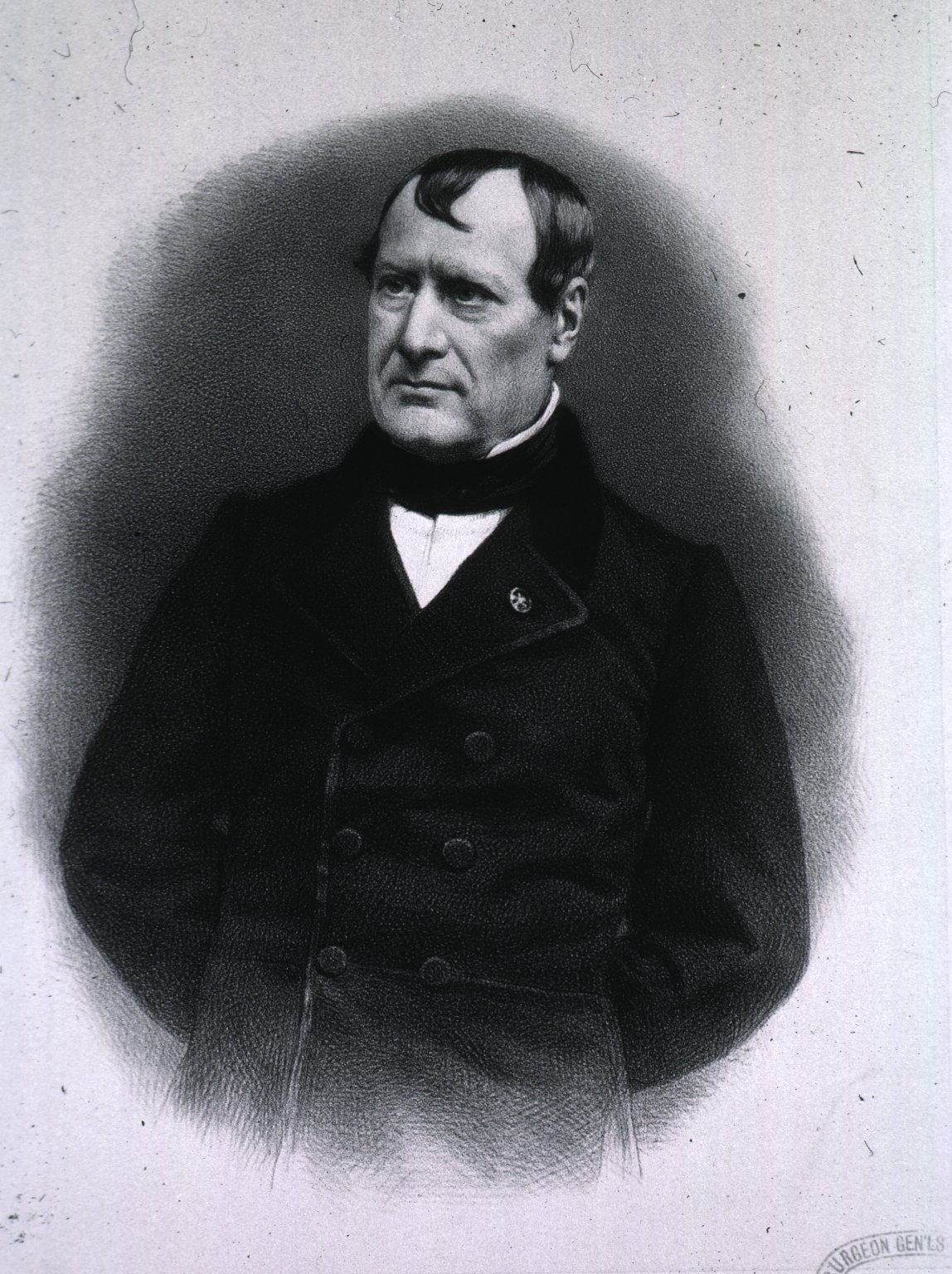
Jean Pierre Flourens

Jean Pierre Flourens (ur. 15 kwietnia 1794 w Maureilhan, zm. 6 grudnia 1867 w Montgeron) – francuski lekarz, fizjolog, neuroanatom, pionier znieczulenia.